# Zawada (Zielona Góra)
Zawada (niem.: przed 1937 Sawade, do 1945 Eichwaldau) – część miasta i osiedle administracyjne Zielonej Góry, będące jednostką pomocniczą miasta.
Do 31 grudnia 2014 roku wieś w gminie Zielona Góra. W latach 1975–1998 należące do województwa zielonogórskiego. W latach 1945–54 siedziba gminy Zawada.
W Zawadzie znajduje się Zespół Edukacyjny nr 8 oraz parafia pw. Narodzenia NMP.

## Zabytki
- kościół eklektyczny z XIX wieku[3]